# Allurus muricatus
Allurus muricatus är en stekelart som först beskrevs av Alexander Henry Haliday 1833.  Allurus muricatus ingår i släktet Allurus och familjen bracksteklar. Arten är reproducerande i Sverige. Inga underarter finns listade i Catalogue of Life.